# Neuentscheidungstherapie
Die Neuentscheidungstherapie (engl.: Redecision Therapy) ist eine Psychotherapieform, die von Mary McClure Goulding und Bob Goulding (1918–1992) in den frühen 1960er-Jahren basierend auf der Transaktionsanalyse unter Einbeziehung gestalttherapeutischer Techniken entwickelt wurde. Sie gilt heute als einer der Hauptzweige der Transaktionsanalyse.

## Grundlagen
Die Neuentscheidungstherapie ist ein effektives Kurzzeitverfahren, bei dem das Augenmerk sowohl auf das Verhalten, auf das kognitive Denken, als auch auf die Emotionen gerichtet wird. Aus der Transaktionsanalytischen Schule von Eric Berne kommend, erkannten Mary McClure Goulding und ihr Mann Robert L. Goulding das große Potential in einer Kombination dieses Therapieansatzes mit gestalttherapeutischen Techniken, die sie als Schüler von Fritz Perls kennenlernten. Der klar strukturierte, auch für den Klienten ohne spezielle Vorkenntnisse begreifbare theoretische Rahmen stammt aus der Transaktionsanalyse: Eine der bekanntesten theoretischen Annahmen der Transaktionsanalyse, und damit auch der Neuentscheidungstherapie, ist die sogenannte Strukturanalyse des Bewusstseins. Diese Theorie geht davon aus, dass der psychische Apparat des Menschen besser verstanden werden kann, wenn er in drei Bereiche gegliedert vorgestellt wird: Eltern-Ich (Regeln, Werte), Erwachsenen-Ich (Problemlösen) und Kindheits-Ich (Bedürfnisse, Emotionen). Die effektive Verbindung zu den Emotionen wird durch Gestalttherapeutische Techniken (z. B. Rollenspiele wie der leere Stuhl) ermöglicht.

## Der Behandlungsprozess

### Verträge
Am Beginn des Behandlungsprozesses steht der Vertrag. Damit rückt diese Therapieform in die Nähe von verhaltenstherapeutischen Ansätzen. Der Vertrag richtet sich an das rationale Denken des Klienten und dient der möglichst klar und einfach formulierten (mündlichen) Festlegung wohin der Klient sich durch die Therapie verändern möchte: z. B. „Ich werde mir nicht erlauben mich umzubringen, egal was andere Leute oder auch ich selbst tun bzw. egal was passiert.“ Damit wird explizit klargestellt, dass dem Klienten die Macht zugebilligt wird, seine Gedanken und auch die Gefühle selbst zu bestimmen. Der Therapeut achtet während des ganzen Prozesses auf subtile Hinweise darauf Verantwortung und damit Energie abzugeben, zum Beispiel in der Wortwahl des Klienten z. B. „Diese Situation hat mich ganz traurig gemacht.“ oder „Heute sind wieder so starke Selbstmordgedanken gekommen.“ (Eine Situation macht einen nicht traurig, man macht sich selbst traurig. Selbstmordgedanken kommen nicht, man verursacht sie selber.)

### Einschärfungen bzw. negative Botschaften
Im Zentrum des Behandlungskonzeptes steht der Gedanke, dass jeder Mensch in der frühen Kindheit Grundannahmen (Einschärfungen bzw. negative Botschaften) über sich selbst bzw. über die Beziehung zwischen sich selbst und der Umwelt traf, die in der Lebenssituation des Kindes erfolgreiche Handlungsstrategien ermöglichten. Im Sinne des transaktionsanalytischen Skriptkonzeptes (unbewusster Lebensplan) entspricht dies einer Entscheidung zu einem einschränkenden Skript, sich tatsächlicher oder vermeintlicher elterlicher destruktiver Grundbotschaften zu unterwerfen. Diese Grundannahmen dienen auch im späteren Leben, wo sie generalisiert in vielen Situationen unbewusst zur Anwendung kommen, als wesentliche Schablonen für Denken, Wahrnehmen und Handeln. Dadurch wird der reale Handlungsspielraum des Menschen eingeschränkt.
Einige Beispiele:
„Sei nicht wichtig:“ In der Familie dieses Kindes war reibungsloses Zusammenleben nur möglich, wenn das Kind seine eigenen Bedürfnisse nicht wichtig nahm bzw. überhaupt nicht wahrnahm. Später wird ein solcher Mensch möglicherweise einen helfenden Beruf ergreifen um eigenen Wert spüren zu können.
„Fühle nicht:“ In der Familie dieses Kindes waren Gefühle vielleicht überflüssiger Luxus oder auf Gefühlsäußerungen (Freude, Angst, …) wurde sehr ablehnend reagiert. Einer solchen Person wird es später schwer fallen eigene Gefühle zu zeigen oder auch nur wahrzunehmen.
„Sei nicht erwachsen:“ Kinder, die nicht gelernt haben, Selbstverantwortung zu übernehmen. Eventuell, weil ihre Eltern wegen einer schweren chronischen Erkrankung des Kindes oder aus anderen Gründen überfürsorglich waren. Später suchen solche Menschen oft überfürsorgliche Partner oder begeben sich manchmal in die Abhängigkeit von Institutionen (Psychiatrie, Gefängnis, …)
„Denke Nicht:“ Oft herrschte in der Familie eines Klienten mit dieser Einschärfung eine chaotische Atmosphäre oder es wurde auf das Artikulieren eigener Gedanken ablehnend bzw. mit Strafen reagiert oder dem Kind wurde dauernd gesagt, dass es ein Dummkopf und seine Gedanken zu nichts nütze seien. Solche Menschen haben später wenig Vertrauen in die eigenen geistigen Fähigkeiten.
„Sei nicht nahe.“
„Schaffe es nicht.“

### Erlaubnis, Übung, Neuentscheidung
Entscheidend für die Therapie ist es, diese negativen Botschaften im Einzelnen aufzuspüren und für den Klienten auch im Rahmen eines emotionalen Erlebnisses wieder erfahrbar zu machen. Schließlich gibt sich der Klient die Erlaubnis in Zukunft dieser fehlerhaften Grundannahme nicht mehr zu folgen. Diese Erlaubnis wird als kurzer, einprägsamer Satz vom Klienten selbst formuliert und dient in Zukunft als Leitgedanke für die folgende lange Phase der Übung, in der im Alltag mit Hilfe des Therapeuten Situationen aufgesucht werden, wo die erarbeiteten Einschärfungen zum Tragen kommen. Gleichzeitig werden die neuen Handlungs- und Bewertungsmuster eingeübt. Den Abschluss des Prozesses bildet die Neuentscheidung: Der Klient hat die Erfahrung gemacht, dass er auf seine alten, einschränkenden Denk- und Handlungsmuster verzichten kann.

### Antreiber
Ergänzend sei noch das Konzept der Antreiber erwähnt: Antreiber sind typische (und meist sehr auffällige) Handlungsmuster des Klienten, die sich dieser zurechtgelegt hat, um trotz seiner bestehenden Einschärfungen zu überleben. Es handelt sich allerdings um Lösungsansätze die eher im Sinne einer „Defektheilung“ zu verstehen sind und misslingen müssen. Im Sinne von Bernes Skriptkonzept handelt es sich um ein sogenanntes Gegenskript.
Einige Beispiele:
„Sei Perfekt!.“ Ein Mensch der das Gefühl hat, immer alles vollkommen richtig machen zu müssen bzw. der Beste sein zu müssen. Der Vorsatz von Perfektion ist aber oft unerreichbar, auch der Vorsatz der Beste zu sein kann zu extremem Stress bzw. häufigen Konflikten führen.
„Mach es allen recht!.“ Ein Mensch der das Gefühl hat, es allen anderen immer  recht machen zu müssen bzw. gefällig sein zu müssen. Dabei geht die Berücksichtigung eigener Bedürfnisse oft verloren, was zu extremem Stress bzw. Selbstverleugnung und -ablehnung führen kann.
„Streng dich an!.“ Ein Mensch der das Gefühl hat, immer  angestrengt und bemüht sein bzw. wirken zu müssen. Dabei geht die Leichtigkeit des Seins und die Lebens- und Arbeitsfreude oft verloren, was zu Dauerstress bzw. Erschöpfung und Selbstausbeutung führen kann.
„Sei stark!“ Ein Mensch der das Gefühl hat, immer  stark, selbstbewusst und autark sein bzw. wirken zu müssen. Dabei gehen oft die Fähigkeiten verloren, Hilfe anzunehmen oder eigene Schwächen sich und Anderen eingestehen zu können, was zu Vereinsamung, sozialen Konflikten, Erschöpfung und Selbstausbeutung führen kann.
„Mach' schnell!“ Ein Mensch der das Gefühl hat, immer  alles schnell machen zu müssen bzw. beeilt wirken zu müssen. Dies kann zu oberflächlichem Handeln, zu unüberlegten Handlungen und Entscheidungen oder zu mangelhaften Arbeitsergebnissen führen.

### Rollenspiel mit dem leeren Stuhl
Erwachsene, die sich entscheiden, ihr Leben nicht mehr unter den Einschränkungen destruktiver Verhaltensweisen zu führen, haben damit oft keinen Erfolg. Ausgehend von dieser Erfahrung haben M. und R. Goulding aus Elementen der Gestalttherapie eine Technik entwickelt, um die kleinkindliche Skriptentscheidung verständlich und erfahrbar werden zu lassen:
Klienten werden in Form eines Rollenspiels, in welchem sie durch Wechseln vom eigenen Sitzplatz auf den leeren Stuhl einen Dialog zwischen sich selbst und einer vorgestellten elterlichen Figur (meist Mutter oder Vater) führen, in eine Szene ihrer Kleinkinderzeit zurückgeführt. Da der Patient aber nun nicht mehr in der Situation des kleinen Kindes ist, mit seinen eingeschränkten Möglichkeiten, die Wirklichkeit zu erkennen, bzw. mangelnder Lebenserfahrung und realer (totaler) Abhängigkeit von der Zuwendung seiner Eltern, kann er sich nun, als Erwachsener, in der vorgestellten Szene die Erlaubnis geben, anders zu handeln (Korrigierendes emotionales Erlebnis).